# Mittelweserbahn

Logo Mittelweserbahn

Historisches Logo der Mittelweserbahn GmbH

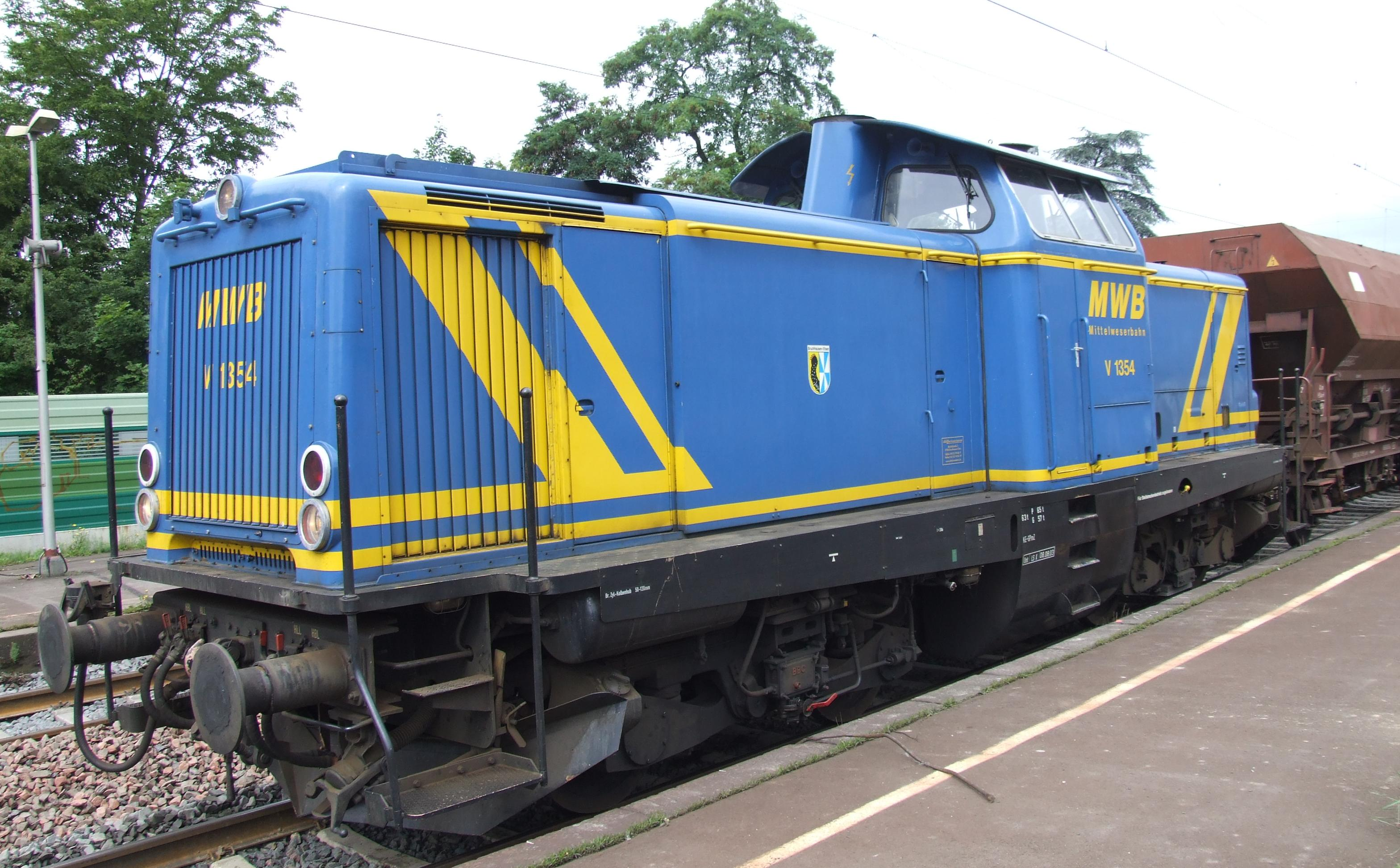
V 1354 der Mittelweserbahn in Königswinter

Die Mittelweserbahn GmbH (MWB) war ein 1998 gegründetes Eisenbahnverkehrsunternehmen (EVU) mit Sitz in Bruchhausen-Vilsen. Zum September 2013 verlor das Unternehmen die Eigenständigkeit und wurde in die Logistiksparte der Eisenbahnen und Verkehrsbetriebe Elbe-Weser (EVB) integriert.

## Geschäftsfelder
Die MWB erbringt mit normalspurigen Lokomotiven Verkehrsleistungen in Deutschland und den Nachbarländern sowohl im Güterverkehr als auch bei Bauzugleistungen. Über vierzig Diesel- und Elektrolokomotiven unterschiedlicher Größe stehen dafür zur Verfügung, darunter auch die erste durch eine Privatbahn gekaufte Neubau-E-Lok Deutschlands 1116 911. Daneben werden auch Sendungen mit Lademaßüberschreitungen für den Windanlagenhersteller Enercon durchgeführt.
Bekannt wurde das Unternehmen vor allem durch den Ecco Cargo Austria, ein speziell für Einzelwagen und Wagengruppen konzipiertes Güterzugnetz, dessen Hauptlauf mehrmals wöchentlich von Bremen über Köln, Darmstadt, Bamberg, Fürth, Donauwörth nach Salzburg (-Hallein) verkehrt. Der Hauptlauf bildet zusammen mit den Verteilerverkehren das MWB-Net, das mit mehreren Partner- und Tochterfirmen betrieben wird. Es bildet die einzige Alternative im Wagenladungsverkehr der Privatbahnen zu DB Cargo.

## Beteiligungen
Das Unternehmen arbeitet mit anderen Eisenbahngesellschaften zusammen. Die MWB hielt bis 2010 85 % des Kapitals der Bahnspedition Salzburger Eisenbahn Transportlogistik (SETG). Weitere Beteiligungen besitzt die MWB u. a. an der Rhein-Weser-Bahnspedition GmbH und der MWB Bahnlogistik GmbH sowie an den Verkehrsbetrieben Grafschaft Hoya. So ist sie auch über die Weserbahn GmbH mit der Bremer Straßenbahn AG verbunden. Sie ist an dem Eisenbahnnetzwerk Bremen-Niedersachsen (EBN) beteiligt.

## Geschichte
Die Mittelweserbahn wurde am 26. November 1998 von vier Mitgliedern des Deutschen Eisenbahn-Vereins gegründet, der in Bruchhausen-Vilsen die erste deutsche Museumsbahn betreibt. Die GmbH hatte 2008 145 Mitarbeiter.

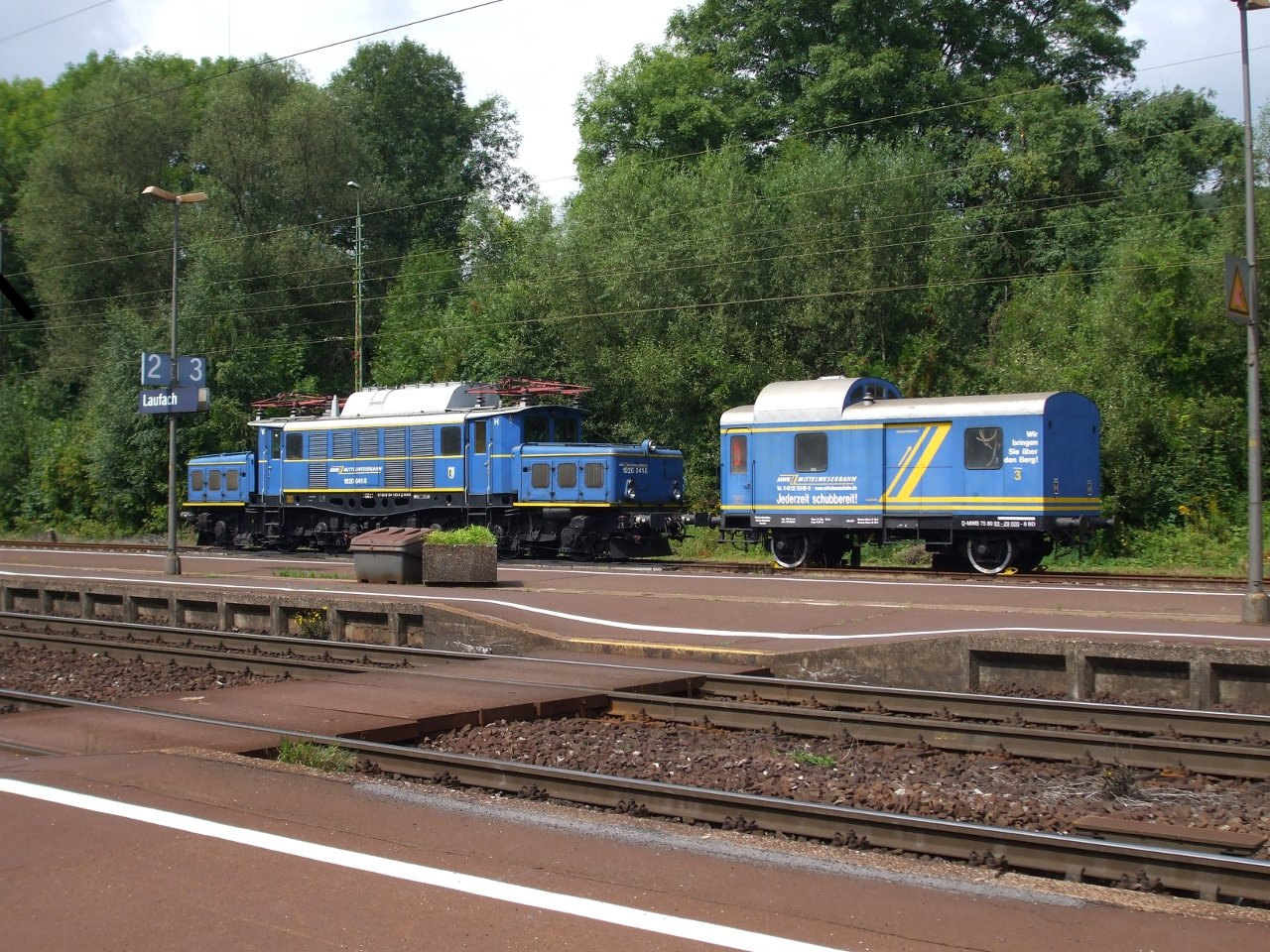
MWB 1020 041 in Laufach

An der 5,4 Kilometer langen und 20 Promille steilen Spessartrampe wurde zwischen 2004 und 2012 Schubdienst für schwere Güterzüge von Privatbahnen angeboten. Dazu wurde die 120 Tonnen schwere, ehemalige ÖBB-Lok 1020 041 (Krokodil) eingesetzt. Aufgrund deren Fristablauf und der gesunkenen Inanspruchnahme der Dienstleistung wurde diese am 15. März 2012 eingestellt. Auch im Frankenwald wurde zeitweise in Pressig-Rothenkirchen eine Schiebelokomotive bereitgestellt.
Zum 1. Januar 2006 beteiligte sich das inzwischen zum Vossloh-Konzern gehörende Unternehmen Stahlberg Roensch (SR) aus Seevetal an der MWB. SR hat eine über sechzigjährige Tradition als bahnorientiertes Fachunternehmen, das Schienen zu Langschienen verschweißt. Am 20. September 2010 erwarb die Eisenbahnen und Verkehrsbetriebe Elbe-Weser die SR-Anteile und übernahm damit die Mehrheit an der Mittelweserbahn. Minderheitsanteile hielten noch die Firmengründer Hans-Peter Kempf (5 %), der weiterhin Geschäftsführer blieb, und Christian Speer (0,73 %). Deren Anteile sowie die Geschäftsführung übernahm zum 31. August 2013 die EVB, der die MWB seither vollständig gehört.